# Référendum gallois de 2011 sur la dévolution
Le référendum gallois de 2011 sur la dévolution (en anglais : 2011 Welsh devolution referendum), officiellement appelé référendum sur les pouvoirs législatifs de l’assemblée nationale du pays de Galles (Referendum on the law-making powers of the National Assembly for Wales, en gallois : Refferendwm ar ymestyn pwerau deddfu Cynulliad Cenedlaethol Cymru), est un référendum britannique organisé au pays de Galles le 3 mars 2011.
Le scrutin concerne la capacité de l'assemblée nationale du pays de Galles à légiférer directement dans 20 domaines de compétences dévolus. Marqué par une faible participation d'environ un tiers des inscrits, le référendum voit le « oui » l'emporter avec plus de 63 % des suffrages exprimés.
En conséquence, la partie IV du Government of Wales Act 2006 s’applique à partir des élections de mai 2011 : l’Assemblée n’adopte plus des mesures (en) mais des lois (en), textes législatifs pris sans le nécessaire consentement du Parlement du Royaume-Uni.

## Contexte

### Origine: un accord de coalition gouvernementale
Une disposition du One Wales (en) — un accord de coalition signé le 27 juin 2007 par le Parti travailliste gallois et Plaid Cymru à la suite des élections de mai 2007 — stipule qu’un référendum sur la possibilité donnée à l’Assemblée de légiférer pleinement en vertu de la partie IV du Government of Wales Act 2006 doit se tenir avant ou à la fin du mandat des membres de l’Assemblée, c’est-à-dire avant mai 2011. Une All-Wales Convention réunissant des membres du Parlement et de l’Assemblée des deux partis doit être installée dans les six mois pour permettre aux appareils politiques de s’entendre sur les détails de l’approfondissement de la dévolution du pouvoir.

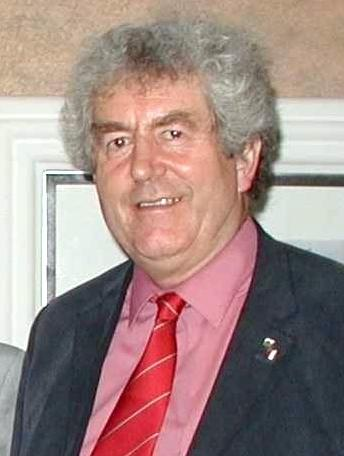
Rhodri Morgan, Premier ministre depuis 2000.

### Rapport de la convention sur la dévolution
Le 23 octobre 2007, le diplomate Emyr Jones Parry (en) est placé à la tête de la convention par Rhodri Morgan, alors premier ministre (Labour), et par Ieuan Wyn Jones, son vice-premier ministre (Plaid). À son entrée en fonction en novembre 2007, le président prévoit un rapport publié avant la fin de l’année 2009. Remis le 18 novembre 2009, le rapport met en valeur qu’un référendum sur l’augmentation des pouvoirs de l’Assemblée peut être approuvé par une majorité de Gallois sans pour autant être garanti : un sondage d’opinion commandé par la convention souligne que 47 % des électeurs pourrait voter pour et 37 % contre. Pour ce faire, le rapport suggère que l’Assemblée statue sur la tenue d’un référendum avant juin 2010 pour qu’il soit organisé avant les élections suivantes.

### Déclenchement de la procédure de référendum

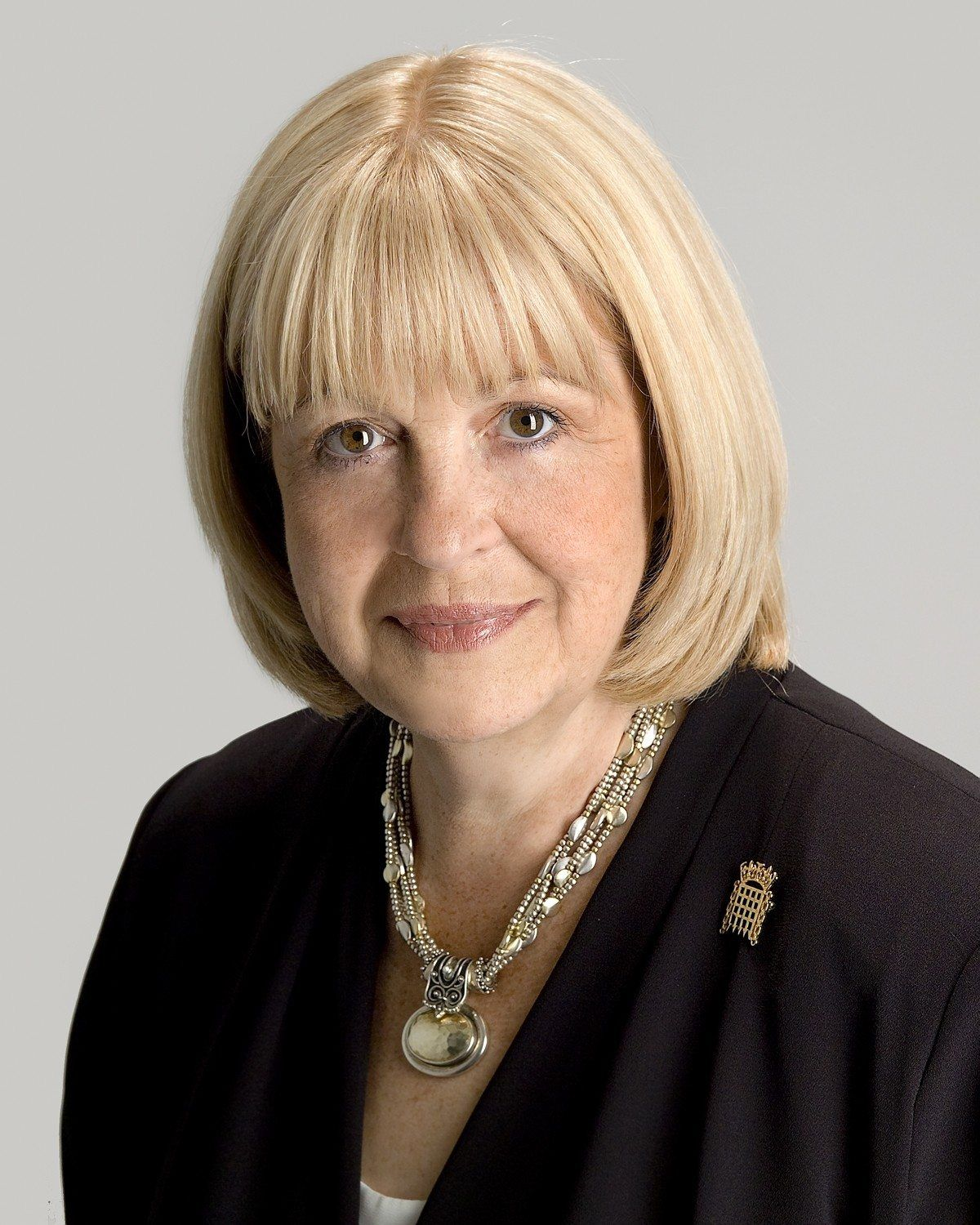
Cheryl Gillan, secrétaire d’État à partir de 2010.

Le 2 février 2010, le nouveau premier ministre Carwyn Jones ayant succédé à Rhodri Morgan en décembre 2009, confirme qu’un vote déclenchant le référendum devrait se tenir le 9 février à l’Assemblée. Alors que les démocrates libéraux et les conservateurs font savoir qu’ils s’abstiendraient si le référendum devait se dérouler le même jour que les élections de l’Assemblée, le vote déclencheur est approuvé le 9 février par 53 des 60 membres de l’Assemblée. Au sens du Government of Wales Act 2006, le premier ministre doit, dans un délai de deux semaines, envoyer une lettre au secrétaire d’État pour le Pays de Galles, qui lui doit préparer un projet de décret devant le Parlement dans les 120 jours,. Cependant, la programmation de la date du référendum est attendue après les élections générales de mai 2010.

### Mise en œuvre à Westminster
Le 15 juin 2010, Cheryl Gillan, la nouvelle secrétaire d’État galloise à Westminster dans le gouvernement de coalition du Parti conservateur et des Démocrates libéraux, annonce que le référendum devrait avoir lieu entre janvier et mars 2011. La date du 5 mai 2011 est proposée par certains membres de l’Assemblée afin de réunir trois scrutins (le référendum sur le vote alternatif, les élections de l’Assemblée et le référendum sur les pouvoirs législatifs de l’Assemblée). En septembre 2010, le référendum est programmé le 3 mars 2011, après les démarches entreprises par le gouvernement de l’Assemblée galloise auprès de la secrétaire d’État.

## Question

### Version préliminaire
La première version de la question est soumise le 23 juin 2010 par la secrétaire d’État pour le Pays de Galles à la Commission électorale (en),.

« À présent, l’assemblée nationale du pays de Galles (l’Assemblée) est habilitée à légiférer pour le pays de Galles sur quelques sujets parmi les domaines dévolus. Les domaines dévolus sont la santé, l’éducation, les services sociaux, le gouvernement local et l’environnement. L’Assemblée peut obtenir davantage de pouvoirs afin de faire des lois sur les domaines dévolus avec l’accord du Parlement du Royaume-Uni (le Parlement) sur un sujet par thème.
Si la majorité des personnes vote pour le « oui » à ce référendum, l’Assemblée obtiendra le droit d’adopter des lois sur tous les sujets dans les domaines dévolus.
Si la majorité des personnes vote pour le « non », alors les présentes dispositions, qui transfèrent la capacité à faire la loi au fur et à mesure, avec l’accord du Parlement à chaque fois, continueront.
Approuvez-vous que l’Assemblée doive avoir dès à présent des pouvoirs pour adopter des lois sur tous les sujets dans les domaines dévolus sans qu’il soit besoin de l’accord en premier lieu du Parlement ? »

Les tournures de phrases sont cependant critiquées par le gouvernement de l’Assemblée galloise car considérées comme trop complexes et ambiguës.

### Version modifiée
La seconde version de la question est proposée par la Commission électorale en septembre 2010,.

« L’assemblée nationale du pays de Galles — ce qui se passe actuellement.
L’Assemblée admet des pouvoirs pour faire des lois sur 20 domaines comme l’agriculture, l’éducation, l’environnement, la santé, le logement et le gouvernement local.
Dans chaque domaine, l’Assemblée peut faire des lois sur quelques sujets, mais pas sur d’autres. Pour faire des lois sur n’importe lequel de ces sujets, l’Assemblée doit demander au Parlement du Royaume-Uni son accord. Le Parlement du Royaume-Uni décide alors à chaque fois si oui ou non l’Assemblée peut faire ces lois.
L’Assemblée ne peut pas faire de lois sur certains domaines comme la défense, les impôts, ou les avantages sociaux, quel que soit le résultat de ce vote.
Si la majorité des votants vote pour le « oui ».
L’Assemblée sera capable de faire des lois sur tous les sujets dans les 20 domaines dont elle a la charge, sans qu’il soit besoin de l’accord du Parlement du Royaume-Uni.
Si la majorité des votants vote pour le « non ».
Ce qui se passe actuellement continuera.
Question.
Voulez-vous que l’Assemblée soit dès à présent capable de légiférer sur toutes les matières dans les 20 domaines dont elle a la charge ? »

## Campagne

### Groupes de campagne
Dans une annonce du 26 janvier 2011, la Commission électorale (en) fait savoir qu’il n’y aura pas de groupes de campagne officiels mais des « participants autorisés » (permitted participants en anglais) des deux camps compte tenu du refus de « Vrai Pays de Galles » d’appliquer le statut de « meneur de campagne » (lead campaign).
Le camp du « oui » au référendum se constitue de quatre entités distinctes favorables à l’augmentation des pouvoirs de l’Assemblée :
- le groupe « Oui pour le pays de Galles (en) » (Yes for Wales en anglais et Ie dros Gymru en gallois), lancé électoralement le 4 janvier 2011, organisation originellement créée pour le référendum de 1997 menée par Roger Lewis, président de l’Union galloise de rugby, et soutenue par les trois principaux partis politiques (travaillistes, Plaid et démocrates libéraux)[14] ;
- le Plaid Cymru, parti politique nationaliste gallois dirigé par Ieuan Wyn Jones, vice-premier ministre du pays de Galles ;
- le groupe « Pays de Galles de demain » (Tomorrow’s Wales en anglais et Cymru Yfory en gallois), organisation pro-dévolution fondée en juillet 2004 par Barry Morgan, archevêque du pays de Galles (Église au pays de Galles)[15],[16] ;
- l’Unison Wales Cymru, fédération syndicale locale d’Unison (« Unisson » en français)[17].

Les conservateurs sont officiellement neutres vis-à-vis du référendum, mais tous les membres de l’Assemblée du parti soutiennent le camp du oui.

Logotype de Oui pour le pays de Galles.
Logotype de Pays de Galles de demain.

Le camp du non s’organise autour de trois entités différentes :
- le groupe « Vrai Pays de Galles » (True Wales en anglais et Y Gwir Gymru en gallois), créé en 2008, lancé électoralement le 19 janvier 2011 et dirigé par Rachel Banner, professeur et membre du Parti travailliste habitant à Pontypool[19],[20],[21] ;
- le blogueur Miserable Old Fart (« Misérable Vieux Schnock » en français), pseudonyme d’Alwyn ap Huw, qui œuvre depuis le nord du pays de Galles[12] ;
- Mark Beech, membre de l’Official Monster Raving Loony Party basé au sud du pays de Galles[22].

Logotype de Vrai Pays de Galles.

### Débats
Deux débats télévisés sont organisés par la BBC One Wales (en).
Le premier est organisé le 15 février 2011 à l’université d’Aberystwyth, dans le Ceredigion. Le groupe « Oui pour le pays de Galles » est représenté par Kirsty Williams, chef des démocrates libéraux, le groupe « Vrai Pays de Galles » par Nick Martin tandis que le travailliste Russell Goodway (en), ancien membre du conseil de Cardiff, soutient les opposants au référendum et que le journaliste au Western Mail Martin Shipton défend les intérêts du camp du oui.
Le premier ministre Carwyn Jones, la directrice de « Vrai Pays de Galles » Rachel Banner, le président de « Oui pour le pays de Galles » Roger Lewis et le chef de la fédération galloise du Parti pour l’indépendance du Royaume-Uni Nathan Gill sont réunis pour le second le 28 février 2011 à Blackwood, dans le Caerphilly.

### Dépenses
Des fonds publics de 70 000 livres sterling, ainsi que du publipostage, des émissions de radio et de télévision gratuits, sont prévus par la Commission électorale pour satisfaire les dépenses électorales dans les deux camps. Cependant, du fait de l’absence de l’application du statut de « meneur de campagne » des deux côtés, aucun des camps ne peut jouir du remboursement des frais engagés pendant la campagne électorale. Il s’agit, pour le groupe « Vrai Pays de Galles », d’économiser de l’argent public,.
Le 28 juin 2011, la Commission électorale (en) publie les chiffres des dépenses liées au référendum. Les dépenses de la campagne en faveur du « oui », avec près de 140 000 livres sterling, sont 35 fois plus importantes que celles de la campagne en faveur du « non », de 4 000 livres sterling :
| Participant                | Type            | Dépenses |
| -------------------------- | --------------- | -------- |
| Oui pour le pays de Galles | Organisation    | 81 000 £ |
| Pays de Galles de demain   | Organisation    | 10 000 £ |
| Parti travailliste         | Parti politique | 10 000 £ |
| Plaid Cymru                | Parti politique | 9 350 £  |
| Unison Wales Cymru         | Syndicat        | 8 600 £  |
| Démocrates libéraux        | Parti politique | 7 200 £  |
| Wales TUC (en)             | Syndicat        | 5 000 £  |
| Autres                     | Associations    | 4 769 £  |

| Participant            | Type         | Dépenses |
| ---------------------- | ------------ | -------- |
| Vrai Pays de Galles    | Organisation | 3 800 £  |
| March 3 is Vote No Day | Organisation | 195 £    |

## Sondages d’opinion
Un an après l’adoption du Government of Wales Act 2006, le premier sondage d’opinion commandé par la BBC Cymru Wales à l’ICM Research (en) en juin 2007 fait état de 47 % d’électeurs favorables à l’augmentation des pouvoirs de l’Assemblée, de 44 % contre et de 9 % d’indécis. Par la suite, en 2010, un sondage montrant une hausse du soutien au référendum est critiqué par Nick Bourne, chef du Parti conservateur gallois, comme ne reflétant pas l’opinion publique galloise.
En outre, en pleine campagne électorale, le journal Western Mail fait savoir qu’il soutient le camp en faveur d’une dévolution approfondie le 3 février 2011.
| Sondeur                      | Date                 | Échantillon | Oui  | Non  | Indécis | Pas de vote | Écart |
| ---------------------------- | -------------------- | ----------- | ---- | ---- | ------- | ----------- | ----- |
| Sondeur                      | Date                 | Échantillon |      |      | Indécis | Pas de vote | Écart |
| Research and Marketing Group | 25-28 février 2011   | 1 000       | 49 % | 22 % | 28 %    | —           | 27 %  |
| YouGov                       | 21-23 février 2011   | —           | 67 % | 33 % | —       | —           | 34 %  |
| YouGov                       | 24-26 janvier 2011   | 1 113       | 46 % | 25 % | 21 %    | 8 %         | 21 %  |
| YouGov                       | 20-22 décembre 2010  | 1 005       | 48 % | 30 % | 14 %    | 8 %         | 18 %  |
| ICM Research                 | 25-28 novembre 2010  | 1 000       | 57 % | 24 % | 18 %    | —           | 33 %  |
| YouGov                       | 22-24 novembre 2010  | 1 018       | 52 % | 29 % | 13 %    | 7 %         | 23 %  |
| Beaufort Research            | 19-28 novembre 2010  | 1 012       | 60 % | 28 % | 13 %    | —           | 32 %  |
| YouGov                       | 25-27 octobre 2010   | 1 012       | 49 % | 30 % | 15 %    | 5 %         | 19 %  |
| YouGov                       | 27-29 septembre 2010 | 1 088       | 48 % | 32 % | 15 %    | 6 %         | 16 %  |
| YouGov                       | 26-28 juillet 2010   | 1 002       | 48 % | 34 % | 14 %    | 5 %         | 14 %  |

## Résultat

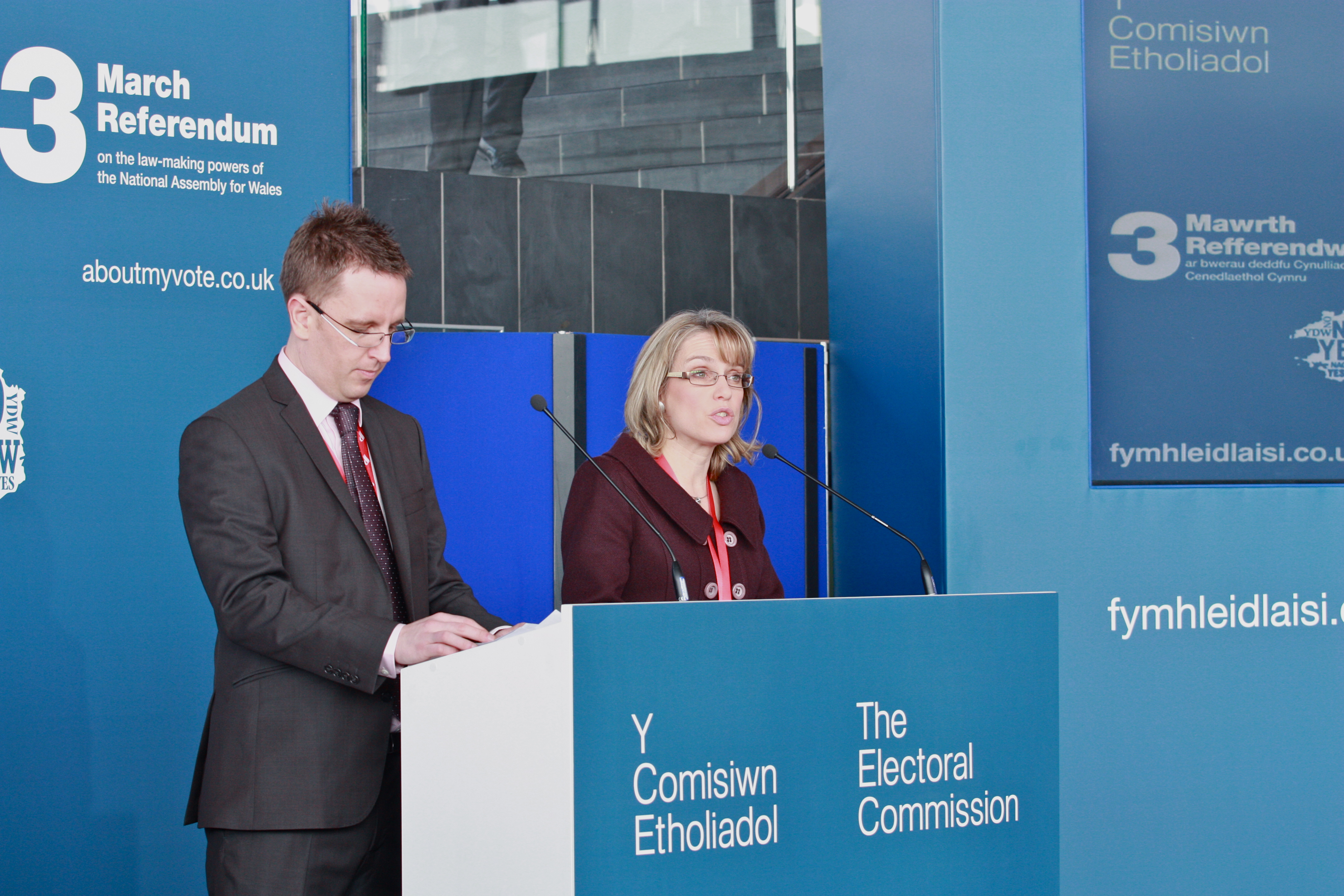
Annonce des résultats par le 4 mars 2011- au Senedd.

Les résultats du référendum sont annoncés au Senedd à Cardiff le 4 mars 2011 par Jenny Watson (en), présidente de la Commission électorale, à la fois en anglais et en gallois,.
À l’échelle du pays de Galles, le « oui » l’emporte avec 63 % des voix, contre 37 % pour « non ». L’écart de voix est nettement plus élevé que lors du référendum de 1997 : les deux options sont séparées de 26,98 points (soit 220 192 voix) en 2011 contre seulement 0,60 (soit 6 721 voix) en 1997,.
S’agissant des 22 zones de conseil (council areas) utilisées comme bases électorales locales, seuls les électeurs du Monmouthshire votent contre le développement des pouvoirs législatifs de l’Assemblée. À la précédente consultation référendaire de dévolution (1997), les résultats étaient plus nuancés : 11 zones de conseil avaient voté pour et 11 contre,.
La participation électorale s’élève à 35 % des inscrits. Qualifiée de « basse », elle n’atteint pas les 30 % dans certaines zones de conseil, pouvant remettre en question la légitimité du résultat au regard des opposants au référendum. Elle chute d’environ 15 points par rapport à celle du référendum de 1997 où plus d’un électeur sur deux avait pris part au vote,.

### Résultat global
| Choix                     | Votes     | Part des votants | Part des inscrits |
| ------------------------- | --------- | ---------------- | ----------------- |
| Pour                      | 517 572   | 63,49            | 22,61             |
| Contre                    | 297 380   | 36,51            | 12,99             |
|                           |           |                  |                   |
| Votes valides             | 814 512   | 99,86            | 35,58             |
| Votes blancs et invalides | 1 116     | 0,14             | 0,05              |
| Total                     | 815 628   | 100,00           | 35,63             |
| Abstentions               | 1 473 416 | —                | 64,37             |
| Inscrits                  | 2 289 044 | —                | 100,00            |

| Oui 517 572 (63,49 %) |  |  | Non 297 380 (36,51 %) |
| ▲                     |  |  |                       |
| Majorité absolue      |  |  |                       |

### Résultats par zone de conseil
| Zone de conseil   | Votes  | Votes  | Proportion | Proportion | Participation |
| Zone de conseil   | Pour   | Contre | Pour       | Contre     | Participation |
| ----------------- | ------ | ------ | ---------- | ---------- | ------------- |
| Blaenau Gwent     | 11 869 | 5 366  | 68,87 %    | 31,13 %    | 32,44 %       |
| Bridgend          | 25 063 | 11 736 | 68,11 %    | 31,89 %    | 35,64 %       |
| Caerphilly        | 28 431 | 15 751 | 64,35 %    | 35,65 %    | 34,55 %       |
| Cardiff           | 53 427 | 33 606 | 61,39 %    | 38,61 %    | 35,16 %       |
| Carmarthenshire   | 42 979 | 17 712 | 70,82 %    | 29,18 %    | 44,36 %       |
| Ceredigion        | 16 505 | 8 412  | 66,24 %    | 33,76 %    | 44,07 %       |
| Conwy             | 18 368 | 12 390 | 59,72 %    | 40,28 %    | 33,79 %       |
| Denbighshire      | 15 793 | 9 742  | 61,85 %    | 38,15 %    | 34,47 %       |
| Flintshire        | 21 119 | 12 913 | 62,06 %    | 37,94 %    | 29,45 %       |
| Gwynedd           | 28 200 | 8 891  | 76,03 %    | 23,97 %    | 43,39 %       |
| Isle of Anglesey  | 14 401 | 7 620  | 65,40 %    | 34,60 %    | 43,83 %       |
| Merthyr Tydfil    | 9 136  | 4 132  | 68,86 %    | 31,14 %    | 30,12 %       |
| Monmouthshire     | 12 381 | 12 701 | 49,36 %    | 50,64 %    | 35,83 %       |
| Neath Port Talbot | 29 957 | 11 079 | 73,00 %    | 27,00 %    | 38,00 %       |
| Newport           | 15 983 | 13 204 | 54,76 %    | 45,24 %    | 27,90 %       |
| Pembrokeshire     | 19 600 | 16 050 | 54,98 %    | 45,02 %    | 38,73 %       |
| Powys             | 21 072 | 19 730 | 51,64 %    | 48,36 %    | 39,68 %       |
| Rhondda Cynon Taf | 43 051 | 17 834 | 70,71 %    | 29,29 %    | 34,62 %       |
| Swansea           | 38 496 | 22 409 | 63,21 %    | 36,79 %    | 32,90 %       |
| Torfaen           | 14 655 | 8 688  | 62,78 %    | 37,22 %    | 33,82 %       |
| Vale of Glamorgan | 19 430 | 17 551 | 52,54 %    | 47,46 %    | 40,10 %       |
| Wrexham           | 17 606 | 9 863  | 64,09 %    | 35,91 %    | 27,04 %       |

## Réactions
Roger Lewis, le président de « Oui pour le pays de Galles », principal groupe en faveur du référendum, accueille les résultats comme un message évident : « C’est clair, le peuple du pays de Galles s’est prononcé ». Il ajoute également que « le pays de Galles a dit oui — les lois qui touchent uniquement le pays de Galles seront désormais faites au pays de Galles. Ensemble, nous pouvons conduire le pays de Galles vers l’avant, aujourd’hui, nous avons trouvé notre voix ».
Rachel Banner, directrice de « Vrai Pays de Galles », souligne que le vote marque un tournant pour le pays de Galles. Cependant, elle remarque que la participation au scrutin pose des questions sur la légitimité du référendum, demandant : « A-t-il [le référendum] reçu le plein consentement du peuple gallois ? ». De plus, elle s’interroge sur la capacité de l’Assemblée à faire des « examens de haute qualité » dans le but de faire de bonnes lois et qualifie ce souhait de légiférer d’« obsession » de la part des personnalités politique galloises,.
Carwyn Jones, premier ministre du pays de Galles indique, devant les soutiens du oui au Senedd, qu’« aujourd’hui, une vieille nation atteint une maturité. Notre pays s’est uni d’une façon qui n’était peut-être celle de 1997. Cela signifie, bien sûr, que nous les personnalités politiques avons le devoir de montrer à ce peuple qui a voté pour nous que nous nous pouvons utiliser les pouvoirs que nous avons pour le profit du peuple. Nous pouvons maintenant faire des choses au lieu d’en parler »,,.

## Conséquences
La partie IV du Government of Wales Act 2006 s’applique après les élections générales de l’Assemblée suivantes, en mai 2011. Des lois de l’assemblée nationale du pays de Galles peuvent être formulées dans 20 matières :
1. L’agriculture, la pêche, la forêt et le développement rural.
2. Les monuments anciens et les bâtiments historiques.
3. La culture.
4. Le développement économique.
5. L’éducation et la formation.
6. L’environnement.
7. Les services de secours et de lutte contre les incendies et la promotion de la sécurité incendie.
8. L'alimentation.
9. La santé et les services de santé.
10. Les highways et le transport.
11. Le logement.
12. Les collectivités locales.
13. L’assemblée nationale du pays de Galles.
14. L’administration publique.
15. La protection sociale.
16. Le sport et les activités récréatives.
17. Le tourisme.
18. L'urbanisme et l'aménagement du territoire.
19. L’eau et la protection contre les inondations.
20. La langue galloise.